# Lukovice
Lukovice är en ort i Bosnien och Hercegovina.   Den ligger i entiteten Republika Srpska, i den södra delen av landet, 70 km söder om huvudstaden Sarajevo. Lukovice ligger 991 meter över havet och antalet invånare är 132.
Terrängen runt Lukovice är huvudsakligen kuperad, men åt sydost är den platt. Lukovice ligger nere i en dal.Runt Lukovice är det ganska tätbefolkat, med 67 invånare per kvadratkilometer.. Närmaste större samhälle är Gacko, 8,0 km öster om Lukovice. 
Omgivningarna runt Lukovice är en mosaik av jordbruksmark och naturlig växtlighet.